# 窃齿鬣兽属
窃齿鬣兽属（学名：Furodon）为畸齿鬣兽科的一个属。

## 下属物种
本属包括以下物种：
- 柯氏窃齿鬣兽 Furodon crocheti Solé et al., 2014